# 이십삼부

1895년 6월 23일 조선

이십삼부제(二十三府制, 23부제)는 1895년 6월 23일(음력 윤 5월 1일)에 시행된 조선의 지방 제도로, 최상위 행정 구역을 부(府)로 개편하고 그 하위 행정 구역을 군(郡)으로 명칭을 통일하여 부군제(府郡制)라고도 부른다.
제2차 갑오개혁의 일환으로서 1413년부터 이어온 8도제를 폐지하고 시행하였으나, 시행한 지 불과 1년2개월도 지나지 않은 1896년 8월 4일에 13도제가 시행되면서 폐지되었다.
23부제는 일본 제국의 메이지 유신 과정에서 있었던 폐번치현을 본떠서 제2차 갑오개혁 때 시행한 급진적인 지방 제도로, 480년 이상 유지된 8도제에 익숙한 조선의 실정에 맞지 않는 어색한 제도였다. 이 때문에 조선 정부는 아관 파천 중에 23부제를 전격적으로 폐지하고 종전의 8도제를 바탕으로 조선 남부의 3개 도와 북부의 2개 도를 남·북도로 나누는 13도제를 실시하였다. 다만, 23부제 시행 당시 부(府) 아래의 지방 행정 구역을 군(郡)으로 통일한 지방 체제 개혁은 거의 그대로 유지하였다.

## 개요
1895년 6월 18일(음력 5월 26일) 전국 8도의 감영, 안무영과 유수부 폐지에 관한 건(監營按撫營並畱守府廢止에關한件, 개국 504년 칙령 제97호)과 전국을 23개 부로 구획하고 종래의 부(府), 목(牧), 군(郡), 현(縣)으로 구분되어 있던 명칭을 군(郡)으로 통일시키는 것을 골자로 한 지방제도 개정에 관한 건(地方制度攺正에關한件, 개국 504년 칙령 제98호)이 반포되었다.

### 부
전국을 23개의 행정 구획으로 나누고 이를 부(府), 즉 관찰부(觀察府)라고 하였다. 부의 장관은 관찰사(觀察使)이고, 그외 참서관(參書官) 1명과 주사(主事) 등의 직원을 두었다. 경무청이 설치되어있던 한성부를 제외한 나머지 부에는 경무관을 두고 경찰 사무를 담당하게 하였다. 또, 관찰사에게는 예산의 범위 내에서 별도로 직원을 채용할 수 있는 권한이 주어졌다.

### 군
오랫동안 사용하던 부, 유수부, 대도호부, 목, 도호부, 현 등을 모두 폐지하고 고을의 명칭을 군(郡)으로 통일하고 군의 장관을 군수(郡守)라고 하였다. 당시에는 337군 이었고, 가평군이 폐지되고 지도군, 완도군, 돌산군이 신설되면서 339군이 되었다.
모든 고을의 명칭을 군으로 통일했으나, 구역을 변경하지는 않았기 때문에 면적과 인구의 차이가 심하여 각 군에 1등부터 5등까지 등급을 매겨 군수의 봉급과 군청 소속 관리의 수에 차이를 두었다. 단, 한성군과 제주군에는 군수를 임명하지 않고 관찰사가 겸임했기 때문에 등급이 없었다.

### 지사서
이십삼부가 설치되면서 기존 감리서가 폐지되고 외국과의 통상사무는 관찰사가 담당했다. 그러나 덕원군(원산항)이나 경흥군은 관찰사 소재지가 아니었기 때문에 관찰사가 아닌 해당 지역의 군수가 담당토록 했는데, 군수가 있는 부청과 항구가 멀리 떨어져 있기 때문에 관련 행정에 어려움이 많았다. 이러한 상황을 참작하여 1896년 1월 18일에 부청소재지가 아닌 개항장과 통상구에 지사서(知事署)를 설치하여 통상사무를 담당하게 하였다. 지사서의 지사는 기존 감리서 청사에 소재하면서 해당 지역의 군수를 겸임하였으며, 통상사무에 관해서는 관찰사와 같은 권한이 주어졌다. 1896년 8월에 감리서가 다시 복설되면서 지사서 체제는 폐지되었다.

## 이십삼부
| 부     | 관찰부 소재지 | 구역 |
| ------ | ------------- | --- |
| 한성부 | 한성          | 한성군 양주군 광주군 적성군 포천군 영평군 가평군 연천군 고양군 파주군 교하군 |
| 인천부 | 인천 제물포   | 인천군 김포군 부평군 양천군 시흥군 안산군 과천군 수원군 남양군 강화군 교동군 통진군 |
| 충주부 | 충주          | 충주군 음성군 연풍군 괴산군 제천군 청풍군 영춘군 단양군 진천군 청안군 여주군 용인군 죽산군 음죽군 이천군 양지군 원주군 정선군 평창군 영월군                                                  |
| 홍주부 | 홍주          | 홍주군 결성군 덕산군 한산군 서천군 비인군 남포군 보령군 임천군 홍산군 서산군 해미군 당진군 면천군 태안군 대흥군 청양군 예산군 신창군 온양군 아산군 정산군                                    |
| 공주부 | 공주          | 공주군 연기군 은진군 연산군 석성군 부여군 노성군 옥천군 문의군 회덕군 진잠군 평택군 보은군 회인군 영동군 청산군 황간군 청주군 전의군 목천군 천안군 직산군 안성군 진위군 양성군 진산군 금산군 |
| 전주부 | 전주          | 전주군 여산군 고산군 임피군 함열군 옥구군 용안군 익산군 부안군 만경군 김제군 금구군 고부군 흥덕군 정읍군 태인군 장성군 고창군 무장군 영광군 ( 지도군 )                                       |
| 남원부 | 남원          | 남원군 구례군 운봉군 곡성군 순천군 광양군 임실군 장수군 진안군 담양군 순창군 옥과군 창평군 용담군 무주군 ( 돌산군 )                                                                          |
| 나주부 | 나주          | 나주군 해남군 진도군 강진군 장흥군 흥양군 보성군 영암군 무안군 함평군 능주군 화순군 동복군 광주군 남평군 낙안군 ( 완도군 )                                                                   |
| 제주부 | 제주          | 제주군 대정군 정의군 |
| 진주부 | 진주          | 진주군 고성군 진해군 사천군 곤양군 남해군 단성군 산청군 하동군 거창군 안의군 함양군 합천군 초계군 삼가군 의령군 칠원군 함안군 창원군 웅천군 김해군                                           |
| 동래부 | 동래 부산     | 동래군 양산군 기장군 울산군 언양군 경주군 영일군 장기군 흥해군 거제군 |
| 대구부 | 대구          | 대구군 경산군 칠곡군 인동군 성주군 지례군 고령군 선산군 개령군 김산군 의성군 의흥군 군위군 비안군 밀양군 청도군 영천군 자인군 신녕군 하양군 창녕군 영산군 현풍군                             |
| 안동부 | 안동          | 안동군 청송군 진보군 영양군 영덕군 영해군 청하군 영풍군 예안군 봉화군 순흥군 풍기군 함창군 용궁군 예천군 문경군 상주군                                                                       |
| 강릉부 | 강릉          | 강릉군 울진군 평해군 삼척군 고성군 간성군 통천군 흡곡군 양양군 |
| 춘천부 | 춘천          | 춘천군 양구군 홍천군 인제군 횡성군 철원군 평강군 금화군 낭천군 회양군 금성군 양근군 지평군                                                                                                   |
| 개성부 | 개성          | 개성군 풍덕군 삭녕군 마전군 장단군 이천군 안협군 토산군 평산군 금천군 수안군 곡산군 신계군                                                                                                   |
| 해주부 | 해주          | 해주군 연안군 배천군 옹진군 강령군 장연군 송화군 풍천군 안악군 장련군 은률군 재령군 신천군 문화군 서흥군 봉산군                                                                              |
| 평양부 | 평양          | 평양군 안주군 숙천군 순안군 용강군 영유군 증산군 함종군 삼화군 자산군 강서군 덕천군 녕원군 희천군 맹산군 녕변군 운산군 순천군 개천군 은산군 성천군 양덕군 삼등군 강동군 상원군 중화군 황주군 |
| 의주부 | 의주          | 의주군 창성군 벽동군 삭주군 룡천군 철산군 선천군 곽산군 정주군 가산군 박천군 태천군 구성군                                                                                                   |
| 강계부 | 강계          | 강계군 후창군 자성군 초산군 위원군 장진군 |
| 함흥부 | 함흥          | 함흥군 정평군 영흥군 고원군 문천군 덕원군 안변군 단천군 리원군 북청군 홍원군 |
| 갑산부 | 갑산          | 갑산군 삼수군 |
| 경성부 | 경성          | 경성군 부령군 길주군 명천군 경원군 경흥군 온성군 종성군 회령군 무산군 |

## 변천
- 개국 504년(1895년) 7월 19일 칙령 제144호〈한성부 관할 내 포천군에 가평군을 합병에 관한 건〉에 의해 가평군이 폐지되어 포천군에 편입하였다.
- 개국 504년(1895년) 9월 5일 칙령 제164호 〈군수관등봉급에 관한 건〉에 의해 면과 결호수의 다소에 따라 군을 1등군부터 5등군으로 구분하였다.

| 부     | 1등군            | 2등군                                          | 3등군                                                      | 4등군                                                            | 5등군                                                                  | 비고        |
| ------ | ---------------- | ---------------------------------------------- | ---------------------------------------------------------- | ---------------------------------------------------------------- | ---------------------------------------------------------------------- | ----------- |
| 한성부 |                  |                                                | 양주, 광주, 파주, 교하                                     | 포천, 고양                                                       | 적성, 영평, 연천                                                       | 한성군 누락 |
| 인천부 | 강화, 교동       | 수원                                           | 통진                                                       | 인천, 부평, 남양                                                 | 김포, 양천, 시흥, 안산, 과천                                           |             |
| 충주부 | 충주             |                                                | 진천, 여주, 음죽, 이천                                     | 괴산, 제천, 청안, 용인, 죽산, 원주                               | 음성, 연풍, 청풍, 영춘, 단양, 양지, 정선, 평창, 영월                   |             |
| 홍주부 |                  | 홍주                                           | 덕산, 한산, 서천, 임천, 홍산, 서산, 면천                   | 결성, 남포, 보령, 해미, 대흥, 청양, 예산, 온양, 아산             | 비인, 당진, 태안, 신창, 정산                                           |             |
| 공주부 | 공주             | 청주                                           | 은진, 옥천, 평택, 직산, 금산                               | 연기, 연산, 부여, 노성, 문의, 회덕, 보은, 영동, 천안, 안성, 양성 | 석성, 진잠, 회인, 청산, 황간, 전의, 목천, 진위, 진산                   |             |
| 전주부 | 전주, 용안, 영광 | 김제, 고부, 태인, 무장                         | 여산, 임피, 함열, 익산, 부안, 금구, 흥덕, 장성             | 고산, 옥구, 만경, 정읍, 고창                                     |                                                                        |             |
| 남원부 | 남원, 순천       | 담양                                           | 임실, 진안, 순창, 무주                                     | 구례, 운봉, 곡성, 광양, 장수, 옥과, 창평, 용담                   |                                                                        |             |
| 나주부 | 나주, 영암, 광주 | 해남, 강진, 장흥, 흥양, 보성, 함평             | 진도, 무안, 능주, 남평, 낙안                               | 화순, 동복                                                       |                                                                        |             |
| 제주부 |                  |                                                |                                                            |                                                                  | 대정, 정의                                                             | 제주군 누락 |
| 진주부 | 진주             | 김해                                           | 고성, 사천, 곤양, 하동, 거창, 함양, 합천, 의령, 함안, 창원 | 남해, 단성, 산청, 안의, 초계, 삼가, 칠원, 웅천                   | 진해                                                                   |             |
| 동래부 | 경주             |                                                | 동래, 울산                                                 | 기장, 언양, 연일, 흥해, 거제                                     | 양산, 장기                                                             |             |
| 대구부 |                  | 대구, 칠곡, 성주, 의성, 밀양, 영천, 창녕, 현풍 | 선산, 김산, 청도                                           | 경산, 인동, 고령, 개령, 의흥, 군위, 비안, 자인, 신녕, 하양, 영산 | 지례                                                                   |             |
| 안동부 | 상주             | 안동                                           | 예천                                                       | 청송, 영덕, 영천, 순흥, 풍기, 함창, 용궁, 문경                   | 진보, 영양, 영해, 청하, 예안, 봉화                                     |             |
| 강릉부 |                  |                                                |                                                            | 강릉                                                             | 울진, 평해, 삼척, 고성, 간성, 통천, 흡곡, 양양                         |             |
| 춘천부 |                  |                                                |                                                            | 춘천                                                             | 양구, 홍천, 인제, 횡성, 철원, 평강, 김화, 낭천, 회양, 금성, 양근, 지평 |             |
| 개성부 |                  | 개성, 풍덕, 평산                               | 장단, 금천, 수안, 곡산                                     | 삭녕, 마전, 신계                                                 | 이천, 안협, 토산                                                       |             |
| 해주부 | 안악             | 해주, 봉산                                     | 연안, 배천, 옹진, 강령, 장연, 재령, 신천, 문화, 서흥       | 송화, 풍천, 장련, 은율                                           |                                                                        |             |
| 평양부 | 평양, 황주       | 용강, 중화                                     | 안주, 영유, 함종, 삼화, 강서, 영변, 순천, 성천, 상원       | 숙천, 순안, 자산, 덕천, 개천, 은산, 양덕, 강동                   | 증산, 영원, 희천, 맹산, 운산, 삼등                                     |             |
| 의주부 | 의주             |                                                | 선천, 정주                                                 | 창성, 벽동, 용천, 철산, 곽산, 가산, 박천, 구성                   | 삭주, 태천                                                             |             |
| 강계부 |                  |                                                |                                                            | 강계, 초산, 위원                                                 | 후창, 자성, 장진                                                       |             |
| 함흥부 |                  | 함흥, 영흥, 단천                               | 정평, 안변, 북청                                           | 고원, 이원, 홍원                                                 | 문천, 덕원                                                             |             |
| 갑산부 |                  |                                                |                                                            |                                                                  | 갑산, 삼수                                                             |             |
| 경성부 |                  | 길주                                           | 종성, 회령                                                 | 경성, 명천, 경원, 무산                                           | 부령, 경흥, 온성                                                       |             |

- 건양 원년(1896년) 2월 3일 칙령 제13호 〈전주부, 나주부, 남원부의 여러 섬을 나누어 완도, 돌산, 지도 3군을 두는 안건(全州府羅州府南原府諸島分莞島突山智島三郡置件)〉에 의해서 영암군·강진군·해남군·장흥군에 있는 여러 섬에 나주부 완도군(莞島郡)을, 흥양군·낙안군·순천군·광양군에 있는 여러 섬에 남원부 돌산군(突山郡)을, 나주군·영광군·부안군·만경군·무안군에 있는 여러 섬에 전주부 지도군(智島郡)을 5등군으로 신설하였다.

## 참고자료
- 칙령 제97호 감영 안무영과 유수부 폐지에 관한 건
- 칙령 제98호 지방제도 개정에 관한 건
- 칙령 제101호 지방관제
- 〈地方制度改定에 관한 勅令을 頒布하는 건에 대한 請議書〉- 서울대학교 규장각(議奏 (奎 17705) 0010책 066~083면)
- 《대동여지도》- 서울대학교 규장각

## 같이 보기
- 한국의 행정 구역
  - 조선의 행정 구역
    - 팔도
    - 십삼도

  - 대한민국의 행정 구역
  - 조선민주주의인민공화국의 행정 구역